# 埼玉県道・群馬県道276号新堀尾島線

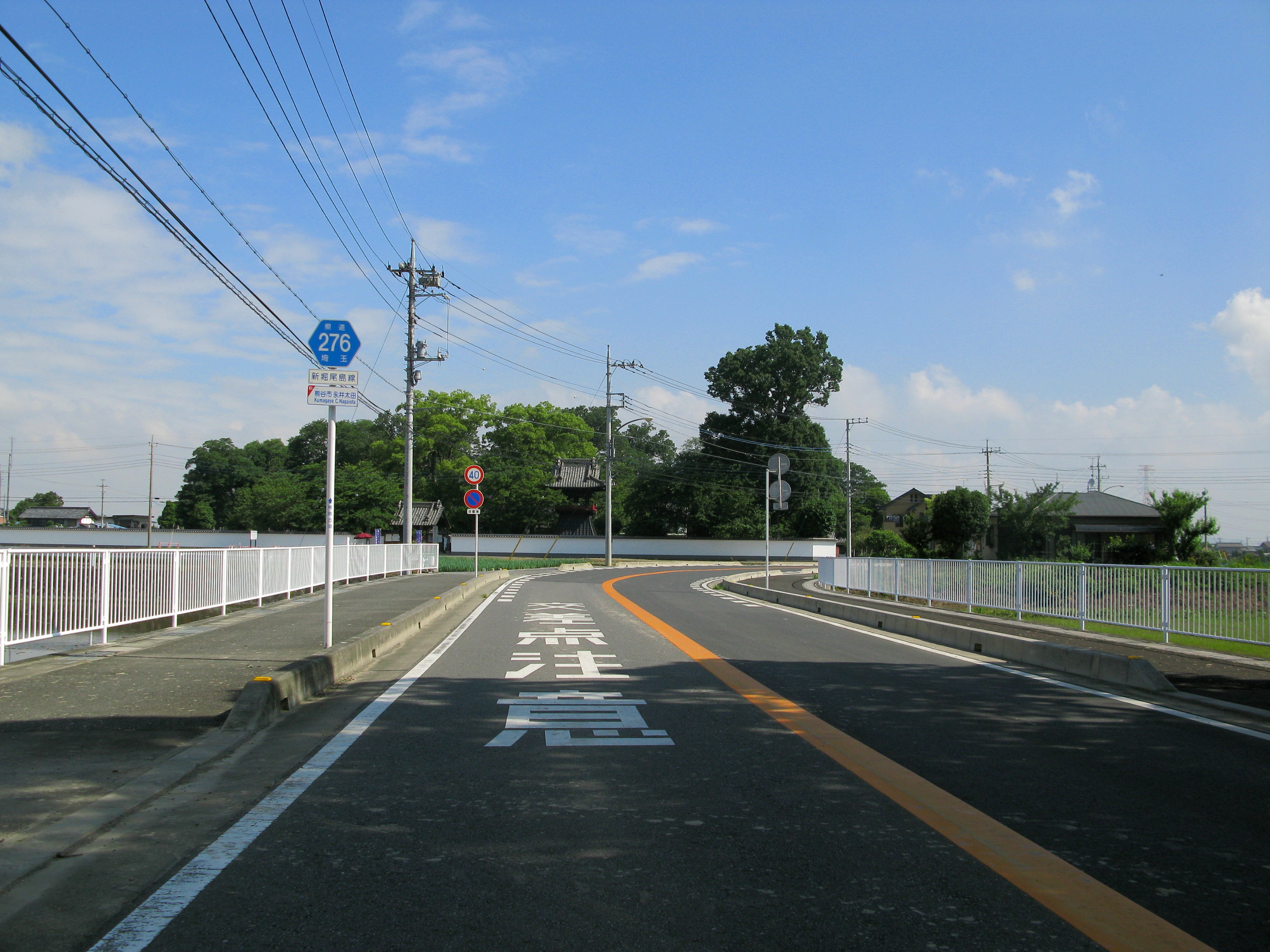
熊谷市永井太田地区（2012年6月）

埼玉県道・群馬県道276号新堀尾島線（さいたまけんどう・ぐんまけんどう276ごう にいぼりおじません）は、埼玉県熊谷市新堀と群馬県太田市尾島町を結ぶ県道である。管理は埼玉県が行っている。
途中、太田市古戸交差点から熊谷市登戸交差点までを国道407号と重複しており、熊谷市登戸から深谷方面への次の信号までを埼玉県道45号本庄妻沼線と重複している。更に、群馬県側では太田市堀口町から古戸交差点まで信号がなくスムーズに走れる為、太田市の尾島・新田両地区と伊勢崎市境地区の在住者で館林市・大泉町方面への勤務者が国道354号や群馬県道142号綿貫篠塚線の迂回路として利用されているため、通勤ラッシュ時の混雑が激しい。
また、太田市堀口町の本線との三叉路から亀岡町の群馬県道275号由良深谷線と群馬県道298号平塚亀岡線の亀岡町交差点の区間にバイパスが存在する。
熊谷市（旧妻沼町）の飛び地である妻沼小島地区を唯一通る道路でもあり、地区内の住民による生活道路にもなっている。

## 概要
- 起点：埼玉県熊谷市新堀（自衛隊入口交差点）（国道17号・埼玉県道357号美土里町新堀線交点）
- 終点：群馬県太田市尾島町（尾島一丁目交差点）（国道354号・群馬県道275号由良深谷線交点）

## 交差する道路
- 国道354号・群馬県道275号由良深谷線（群馬県太田市尾島町、尾島一丁目交差点）
- 埼玉県道301号妻沼小島太田線（埼玉県熊谷市妻沼小島）
- 国道407号（太田市古戸町、古戸交差点 (-重複-) 熊谷市妻沼、登戸交差点）
- 群馬県道314号古戸館林線（太田市古戸町、古戸交差点）
- 埼玉県道45号本庄妻沼線（熊谷市妻沼、登戸交差点 (-重複-) 熊谷市永井太田、永井太田交差点）
- 埼玉県道59号羽生妻沼線（熊谷市妻沼、登戸交差点）
- 埼玉県道127号深谷飯塚線（熊谷市市ノ坪、市ノ坪交差点）
- 埼玉県道263号弁財深谷線（熊谷市下増田、下増田交差点）
- 国道17号（深谷バイパス）（熊谷市西別府、西別府交差点）
- 埼玉県道264号原郷熊谷線（深谷市東方、新堀北交差点）
- 国道17号・埼玉県道357号美土里町新堀線（熊谷市新堀、自衛隊入口交差点）

## 沿道の主な施設
- 籠原駅
- 熊谷労働基準監督署
- 熊谷市立別府中学校
- 大斐閣観音堂
- 西別府館地
- 熊谷市役所別府出張所
- 熊谷市立別府体育館
- 別府沼公園
- 熊谷市立男沼小学校